# Бригадный подряд
Бригадный подряд — способ организации труда, вид коллективного договора подряда, при котором права на выполнение оговорённого фронта работ и ответственность делегируются бригаде в целом (как единому коллективу, совокупности всех её членов, включая бригадира).
Этот способ существовал вместе с бригадным хозрасчётом — типом/принципом распределения дохода за выполненные работы, учитывающим так называемый КТУ (коэффициент трудового участия — меру вклада работника).
В советское время инициатором бригадного подряда в жилищном строительстве был Николай Злобин (в 1971 году), а в промышленном строительстве Герой Социалистического Труда .Владислав Сериков (в 1971 году).